# STS-71
STS-71 var en uppskjutning i det amerikanska rymdfärjeprogrammet, den fjortonde med rymdfärjan Atlantis. Den sköts upp från Pad 39A vid Kennedy Space Center i Florida den 27 juni 1995. Efter nästan tio dagar i omloppsbana runt jorden återinträdde rymdfärjan i jordens atmosfär och landade vid Kennedy Space Center.
Atlantis blev den första rymdfärja att docka med rymdstationen Mir. Man dockade med Kristall-modulen, som för tillfället flyttats från sin normala plats på stationen, detta för att man skulle slippa dra ihop ett antal solpaneler på stationen.
Norman Thagard sköts upp med Sojuz TM-21 och landade med STS-71.